# 申公
申 公（しん こう、生没年不詳）は、前漢初期の儒学者。名は培。

## 経歴
魯の人物。荀子の流れをくむ学者で、斉の人であった浮丘伯について詩を学ぶ。漢の高祖が魯に来た際、師に従って魯の南宮で高祖に謁見した。呂后の時期に長安に留学し、楚元王劉交の子の劉郢客とともに学び、劉郢客が楚王となるとその世子の劉戊の傅（教師）となる。劉戊は学問を好まず、楚王となった時に申公を斥けたので、恥じて魯に帰り、亡くなるまで家の門を出なかったという。賓客を謝絶し、魯共王劉余が召すときだけは外出した。
遠方から来る弟子の百余人に対し家の中で詩経を口授して、注釈書の類は作らず、疑わしいものはすべて除いて伝えなかった。礼と『春秋穀梁伝』をも教え、漢初の魯学派の領袖となった。文帝の時期に博士となり、初めて詩伝を作った。これを「魯詩」という。
弟子に蘭陵の王臧・代の趙綰があり、それぞれ太子少傅・御史大夫となり武帝に仕えていたが、この2人が武帝に勧めて申公を召さしめた。申公は政治についての武帝の問いに「治をなすは多言すべからず。ただ力行の如何にあるのみ」と答え、太中大夫に任ぜられた。しかし竇太皇太后は老子を好んだので彼の学派は斥けられ、趙綰らは自殺し、申公も家に帰り、数年後に没した。弟子で博士となる者は十数名で、江公・徐公・許生・孔安国・周覇・夏寛・魯賜・繆生・徐偃・闕門慶忌などが有名である。

## 参考
- 『史記』巻121 第61 儒林列伝
- 『漢書』巻88